# タジェッティン侯国
タジェッティン侯国 (トルコ語: Tacettinoğulları 英語:  Tacettinids) は、14世紀から15世紀にかけてアナトリア北部に存在したオグズ系君侯国（ベイリク）。

## タジェッティン
1243年、キョセ・ダグの戦いでルーム・セルジューク朝がモンゴル帝国に敗れると、アナトリア半島では数々の小規模なベイリクがルーム・セルジューク朝から自立して林立するようになった。1348年、ジャニクのタジェッティンがニクサル周辺に小さなベイリクを建国した。この近辺には他にも似たような小ベイリクが並び立っており、これらはジャニク君侯国群と総称されている。1378年、タジェッティンはトレビゾンド皇帝アレクシオス3世メガス・コムネノスの娘エウドキアと結婚した。1386年、タジェッティンはオルドゥを支配するハジュエミル侯国を攻めたが、戦死した。

## マフムート
タジェッティンの跡をマフムートという者が継ぎ、ベイとなった。彼のベイリクは南西のオスマン帝国と南のカドゥ・ブルハネッディンの勢力に挟まれていた。マフムートは表向きはブルハネッディンの宗主権を認めたが、密かにオスマン帝国スルタンのバヤズィト1世に近づき、ブルハネッディンと戦うよう焚きつけた。そこに弟のアルプ・アルスラーンが反乱を起こし、ベイリクの領土のほとんどを奪取する事態となった。しかし1398年にアルプ・アルスラーンとブルハネッディンがともに死去し、マフムートはオスマン帝国の宗主権を認めた。

## ティムールの侵攻
1402年、ティムールがアナトリア半島に侵攻し、アンカラの戦いでバヤズィト1世を破った。オスマン帝国が空位状態に陥る混乱の中で、マフムート・ベイはオスマン帝国との同盟関係を維持した。後にムラト2世にその弟のキュチュク・ムスタファが反乱を起こしたとき、マフムート・ベイはキュチュク・ムスタファに味方し、1423年にムラト2世の支持者ミハロール・メフメト（キョセ・ミハルの末裔）を殺害した。しかしこの戦いの後、マフムートは味方の兵士に殺害された。彼にはヒュサメッティン・ハサンとヒュサメッティン・メフメト・ヤヴズという2人の息子がいた。またマフムートの兄弟がサムスンやチャルシャンバで勢力を保とうとしたが、1428年頃には彼らのベイリクも消滅した。